# Ferula biverticellata
Ferula biverticellata är en flockblommig växtart som beskrevs av Joseph Thiébaut. Ferula biverticellata ingår i släktet stinkflokesläktet, och familjen flockblommiga växter. Inga underarter finns listade i Catalogue of Life.